# Batalla de Pinkie Cleugh
La batalla de Pinkie Cleugh  tuvo lugar el 10 de septiembre de 1547 a orillas del río Esk, cerca de Musselburgh, Escocia, y fue parte del conflicto conocido como Rough Wooing (cortejo duro). Fue la última batalla campal entre escoceses e ingleses, y se considera que fue la primera batalla moderna en las islas británicas. Constituyó una catastrófica derrota para Escocia y fue conocida como el Sábado Negro.

## Contexto
Durante sus últimos años de reinado, Enrique VIII de Inglaterra trató de asegurar una alianza con Escocia mediante el matrimonio de su hijo Eduardo con la princesa escocesa María. Cuando la diplomacia fracasó, Enrique atacó a Escocia en lo que se ha llegado a conocer como el Rough Wooing. Esta guerra tenía también una vertiente religiosa, ya que los escoceses se negaban a aceptar la Reforma impuesta por los ingleses y un millar de monjes de diferentes órdenes combatieron al mando del Conde de Angus, muriendo muchos en la misma.
A la muerte de Enrique en 1547, Edward Seymour, I duque de Somerset y tío materno del joven Eduardo, fue nombrado Lord Protector con poderes ilimitados y prosiguió las presiones para llegar a una alianza con Escocia a través del matrimonio entre Eduardo y María, forzando asimismo a la reforma de la iglesia escocesa. A principios de septiembre de 1547, encabezó un potente ejército hacia Escocia, apoyado por una gran flota. El Conde de Arran, regente de Escocia, fue advertido por Adam Otterburn, su representante en Londres, que había presenciado los preparativos de los ingleses.

## La campaña

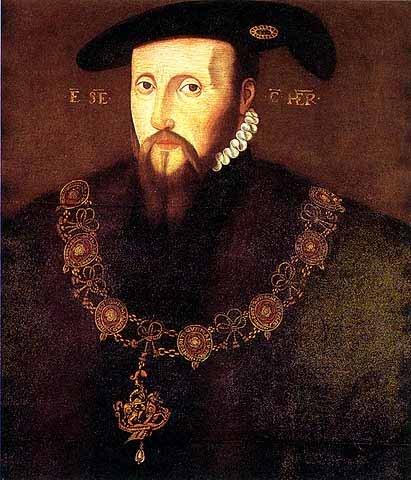
Protector Somerset

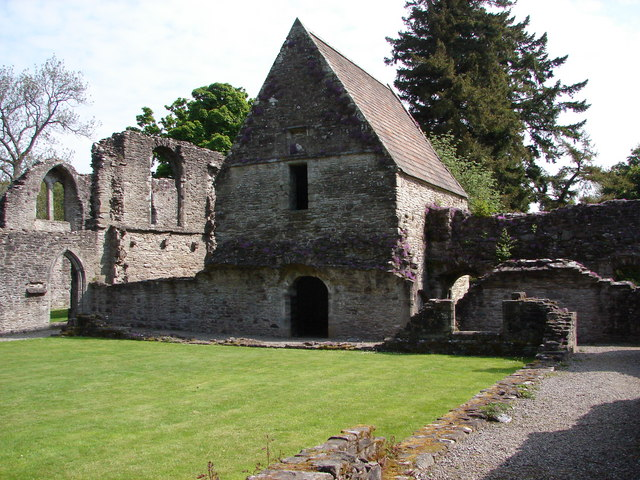
El Priorato de Inchmahome, en una isla en el lago de Menteith, fue un refugio seguro para la pequeña reina María de Escocia durante la invasión.

El ejército de Somerset se componía en parte de las tradicionales levas condales, convocadas por las Comisiones de Array y armadas con arco largo inglés y guja, al igual que en Flodden treinta años antes. Sin embargo, Somerset contaba también con un contingente formado por cientos de arcabuceros alemanes, una artillería amplia y moderna y 6000 soldados de caballería, incluyendo un grupo de arcabuceros a caballo españoles e italianos liderados por Pedro de Gamboa. El mando de la caballería recayó en William Grey, barón de Wilton, y el de la infantería se repartió entre John Dudley, William Dacre y el propio Somerset. William Pattern, oficial inglés, hizo constar un total de 16 800 soldados y 1400 gastadores.
Somerset avanzó a lo largo de la costa oriental de Escocia para mantener el contacto con su flota y poder abastecerse. Las bandas de forajidos escoceses que habitaban la frontera acosaron a las tropas inglesas, pero sin llegar a obstaculizar su avance de manera significativa. Más al oeste, Thomas Wharton y el conde de Lennox, escocés disidente, lanzaban otra invasión con objeto de distraer a los escoceses. Ocuparon Castlemilk e incendiaron Annan tras una dura contienda.
Para detener el avance inglés al sur de Edimburgo, el conde de Arran había reunido un gran ejército formado principalmente por piqueros y arqueros de las Tierras Altas de Escocia. Arran disponía también de gran cantidad de armas, pero estas no eran tan cómodas ni útiles como las de Somerset. Su caballería estaba formada por 2000 jinetes ligeros, mandados por el conde de Home, muchos de los cuales eran forajidos de frontera en los que se podía confiar limitadamente. Al frente de la infantería se hallaban el conde de Angus, el conde de Huntly y el propio Arran. Según Huntly, el ejército escocés se elevaba a unos 22.000 hombres, pese a que alguna fuente inglesa los aumenta hasta 36.000.
Arran ocupó las lomas de la ribera oeste del Esk para detener el avance de Somerset. El fiordo de Forth quedaba a su izquierda y una gran marisma protegía su flanco derecho. Se construyeron algunas fortificaciones en las que se instalaron cañones y arcabuces. Algunas armas quedaron apuntando al Forth para mantener las naves inglesas a distancia.

## Preparativos

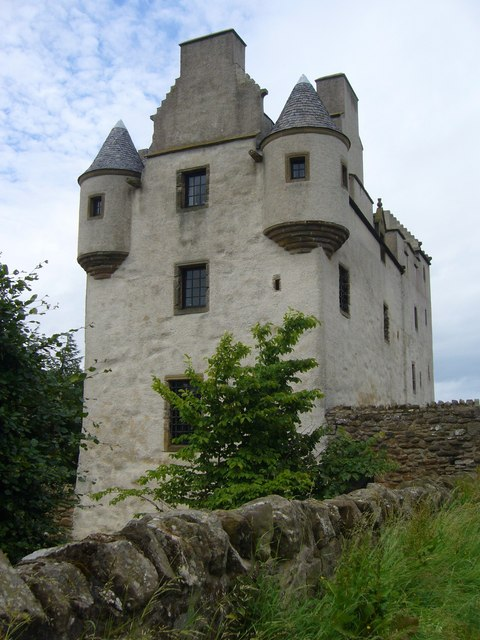
Castillo de Fa'side

El 9 de septiembre, parte de los hombres de Somerset ocuparon Falside Hill (entonces conocida como Fawside y actualmente Fa'side, como el castillo de Fa'side), a unos 5 km al este del grueso de las tropas de Arran. En un anticuado gesto caballeroso, el conde de Home condujo a 1500 caballeros al campamento inglés y desafió a la caballería inglesa a combatir en igual número. Con la reluctante aprobación de Somerset, lord Grey aceptó el desafío y se enfrentó a los escoceses con 1000 jinetes con armadura y 500 ligeros. Los jinetes escoceses salieron malparados del choque y fueron perseguidos hasta su campamento. Esta acción costó a Arran la mayor parte de su caballería.
Ese mismo día, Somerset envió un destacamento con armas de fuego para ocupar las lomas de Inveresk, que controlaban la posición escocesa. Durante la noche, Somerset recibió otros dos desafíos anacrónicos de Arran. Uno de ellos fue el de resolver la contienda mediante singular combate entre ambos jefes. El otro, elegir 20 campeones de cada bando para luchar. Somerset rechazó ambas propuestas.

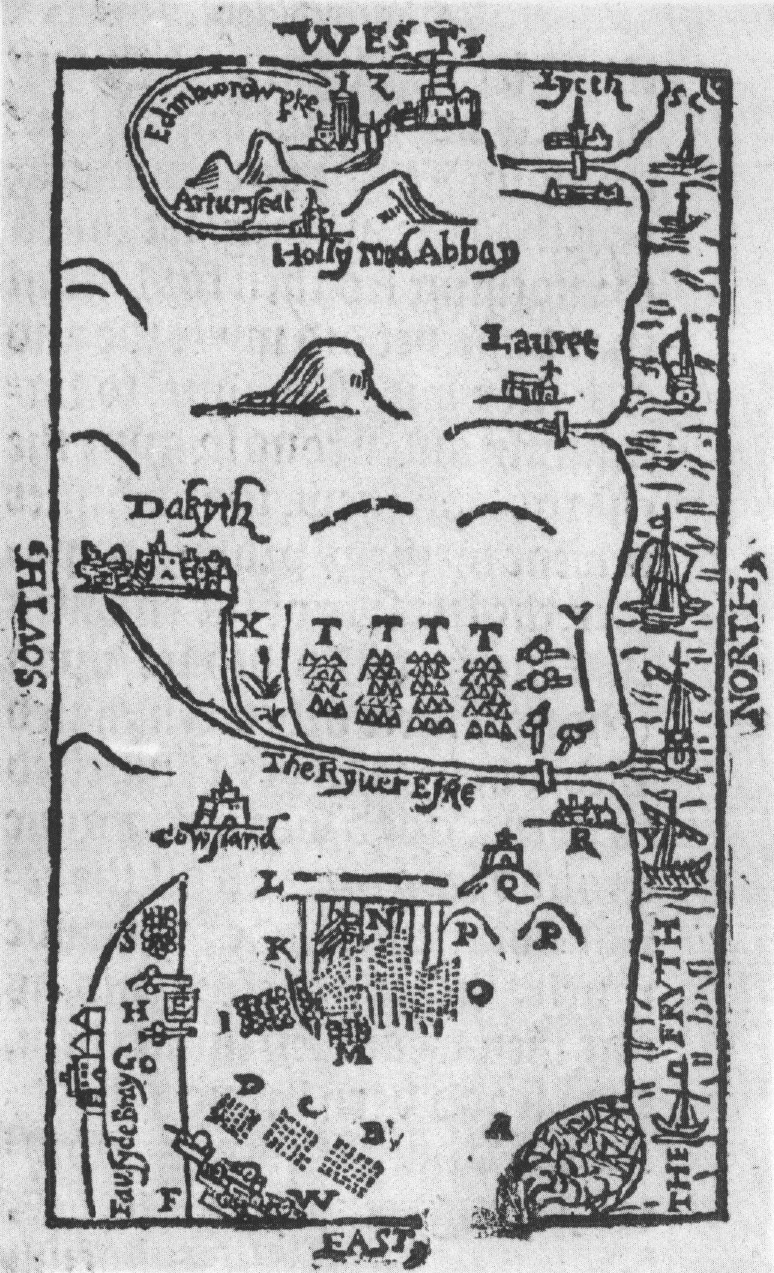
Ilustración de la batalla de Pinkie, de William Patten (1548).

## La batalla

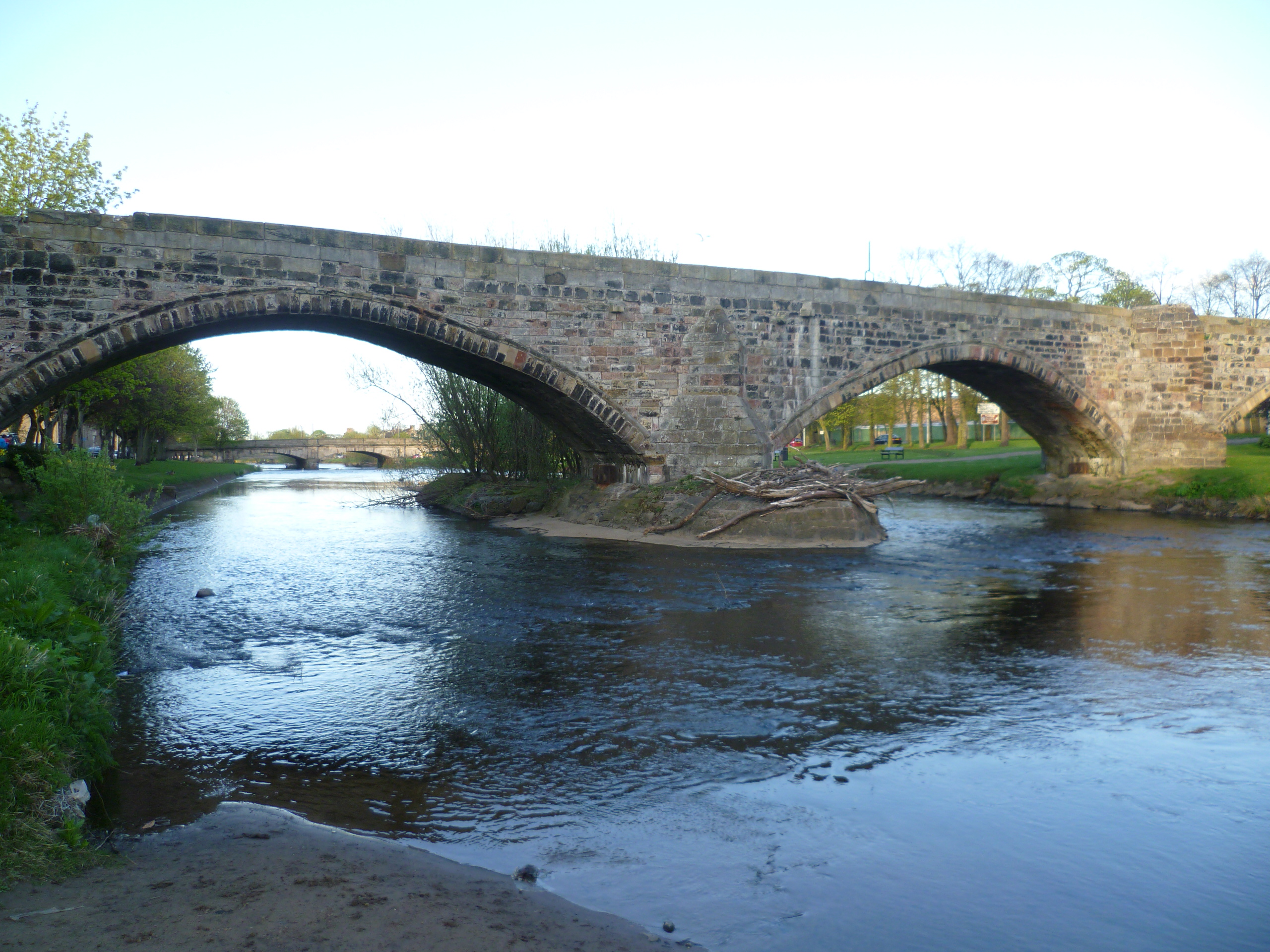
Puente romano sobre el Esk

En la mañana del 10 de septiembre, Somerset se adelantó con sus hombres hasta la avanzadilla situada en Inveresk. Comprobó que Arran había cruzado el Esk por el Puente Romano y avanzaba rápidamente hacia ellos. Arran sabía que los ingleses le superaban en artillería, por lo que trataba de forzar un enfrentamiento cuerpo a cuerpo antes de que la artillería inglesa pudiera entrar en acción.
El ala izquierda de Arran fue alcanzada por el fuego de las naves inglesas situadas en Forth, lo que significaba que las armas escocesas ya no podían protegerlos. Cundió el desorden, y fueron empujados hacia la división de Arran en el centro del avance escocés.
En el otro bando, Somerset lanzó a su caballería para detener el avance escocés. Los piqueros escoceses consiguieron rechazarla e infligieron fuertes pérdidas a la caballería inglesa. El propio Lord Grey resultó herido en la garganta y en la boca por una pica.
No obstante, el ejército escocés se hallaba cercado y sometido a fuego pesado por tres lados, desde los cañones de los barcos, los arcabuceros y los arqueros, sin posibilidad de respuesta. Cuando finalmente se colapsó la línea escocesa, la caballería inglesa se incorporó nuevamente a la lucha siguiendo a una vanguardia de 300 veteranos mandados por John Luttrell. Muchos de los escoceses fueron matados durante la retirada o perecieron ahogados en el Esk o en los pantanos.

## Consecuencias
Aunque la derrota había sido contundente, el gobierno escocés se negó a negociar ningún tipo de acuerdo. La reina niña María fue enviada a Francia y prometida al joven Delfín Francisco. Somerset ocupó varias fortalezas escocesas y amplias zonas de las Lowlands y la frontera, aunque la constante inestabilidad obligó a un continuo gasto para su mantenimiento.
Los escoceses acusaron de traidores a sus propios hombres por la derrota, pero es justo decir que Pinkie Cleugh representó la victoria de un ejército renacentista dotado de potencia de fuego frente a un ejército medieval carente por completo de ella. Enrique VIII había tomado las medidas necesarias para la creación de las fuerzas navales y terrestres permanentes que permitieron a Somerset alcanzar la victoria.
El arco largo continuaría teniendo un papel fundamental en las batallas inglesas y Pinkie no fue una excepción. Aunque la combinación de guja y arco largo utilizada por los ingleses era muy antigua, aún podía mantener su efectividad contra las tácticas de picas y arcabuces usadas por los ejércitos continentales en la época en que tuvo lugar la batalla.

## Bajas
David H. Cadwell ha escrito que "las estimaciones inglesas sitúan la matanza en torno a los 15 000 escoceses muertos y 2000 prisioneros, pero la cifra del Conde de Huntly de 6000 muertos está probablemente más cerca de la verdad." Entre los prisioneros escoceses, muy pocos eran nobles o caballeros. Se ha dicho que la mayoría vestían al modo de los soldados rasos y por tanto no fueron valorados como interesantes para pedir rescate por ellos. Acerca de las bajas inglesas, Cadwell dice que "oficialmente se consideró que las bajas habían sido sólo de 200, aunque el rumor en la corte inglesa, respaldado por las cartas privadas de aquellos que habían participado, indicaban que 500 o 600 era más probable.